# Michael Moore (Bassist)
Michael Moore (* 16. Mai 1945 in Glen Este bei Cincinnati) ist ein US-amerikanischer Jazz-Bassist und Komponist.

## Leben und Wirken
Moore, der Sohn eines Jazz-Gitarristen, studierte am Cincinnati College Conservatory of Music und privat bei Frank Proto vom Cincinnati Symphony Orchestra sowie bei Harold Roberts und Orin O’Brien von den New Yorker Philharmonikern Kontrabass. 1966 trat er der Big Band von Woody Herman bei, mit der er in Afrika und Osteuropa tourte. 1968 war er wieder in New York und spielte mit Marian McPartland, die auch einige seiner Kompositionen aufnahm. Mehrere Jahre gehörte er zum Quintett von Freddie Hubbard und zum Gil-Evans-Orchester (The Gil Evans Orchestra Plays the Music of Jimi Hendrix 1974). Er spielte auch im Quartett von Ruby Braff und George Barnes, mit Jim Hall, Chet Baker, Lee Konitz (Tenorlee, 1977), Bob Brookmeyer (The Bob Brookmeyer Small Band, 1978), Jimmy Rowles, Bill Evans, Stan Getz, Benny Goodman und im Trio mit dem Pianisten Michael Abene und dem Gitarristen Mike Gari. Ein langjähriger Duo-Partner ist auch der Gitarrist Gene Bertoncini (O Grande Amor, 1986). Moore spielte auch im Duo mit dem Bassisten Rufus Reid und im Trio von Michal Urbaniak (My One and Only Love, 1981). Er war Mitglied des Dave Brubeck Quartetts, dessen Leader im Dezember 2012 verstarb.
Er unterrichtete am William Patterson College und der Long Island University.

## Diskographische Hinweise
- The History of Jazz, Vol. 1 & 2 (Arbors Records, 1998/2001) mit Ken Peplowski